# قرحة هضمية

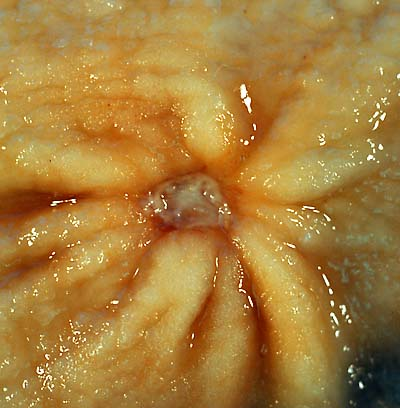
قرحة هضمية حميدة.

تعتبر القرحة الهضمية شقًا في الباطن الداخلي للمعدة أو أول جزء من الامعاء الدقيقة أو في بعض الأحيان المرئ الأسفل ، تسمي القرحة التي تصيب المعدة بالقرحة المعدية ويطلق على ما تصيب الجزء الأول من الامعاء بالقرحة الاثنى عشر، ومن الأعراض الشائعة للقرحة الاثنى عشر الاستيقاظ ليلًا بسبب آلام في الجزء الأعلى من البطن أو ألم أعلى بطن يتحسن مع تناول الطعام، أما في حالة القرحة المعدية، قد يزداد الألم سوءًا عند تناول الطعام، غالبًا ما يوصف الألم على أنه عسر هضم أو وجع شديد، وتشمل أعراض أخرى التجشؤ أو الغثيان أو فقدان الوزن أو فقدان الشهية، وما يقارب ثلث كبار السن لا يعانون من أي أعراض، كما قد تشمل المضاعفات النزيف وثقب في المعدة وانسداد بالمعدة، ويحث النزيف في نحو 15% من الناس.
القرحة الهضمية هي قرحة تتكون في منطقة القناة المعِدّية المعويّة وتكون غالبا حامضية الوسط مما يجعلها مؤلمة. حوالي 80% من القرحات تصاحبها إصابة بالملوية البوابية، وهي بكتريا عصوية الشكل تعيش في بيئة المعدة الحامضية. ما يقارب 20% فقط من الحالات المصابة بالقرحة تقصد الطبيب (ليست بالحالة الخطيرة إذا تم اكتشافها في وقت مبكر وممكن علاجها جراحيا). بعض الأدوية قد تسبب ظهور القرحة أو تزيدها سوءاً مثل الأسبرين ومضادات الالتهاب غير الستيروئيدية Non-Steroidal Anti-Inflammatory Drugs (NSAIDs). خلافا للاعتقاد السائد فإن القرحات التي تظهر في الإثني عشر تفوق عدداً تلك التي تظهر في المعدة. حوالي 4% من قرحات المعدة تسببها أورام سرطانية لذا فإنه من الأفضل أخذ عدة عينات من المعدة للتأكد من خلوها من أي أورام سرطانية. أما قرحات الإثني عشر فهي بشكل عام حميدة.

## تصنيف القرحة الهضمية
من الممكن أن تحدث القرحة في أعضاء مختلفة من أعضاء الجسم، منها:
- المعدة (تسمى القرحة المعدية).
- الاثنى عشر (تسمى قرحة الاثنى عشر).
- المريء(تسمى قرحة المرئ).
- ردب مكل (كيس صغير أو نتوء يوجد في الجزء الأخير من الأمعاء الدقيقة (المعي اللفائفي) بعد الولادة، كأثر أو بقايا من القناة السُريّة المساريقية. يعتبر من أكثر تشوهات الجهاز الهضمي حدوثا، ويوجد لدى 2%من العامة تقريبا ويكون أكثر لدى الذكور من الإناث).

## الأعراض والعلامات
- ألم في البطن: ألم في رأس المعدة، ولهُ علاقة وثيقة بأوقات وجبات الطعام. فبعد حوالي 3 ساعات من تناول الوجبة (عادة قرحة الاثنى عشر تصبح بعد تناول الطعام أقل تهيجاً بينما قرحة المعدة تثار في نفس الحالة).
- انتفاخ في البطن.
- تقيؤ المساء (اندفاع اللعاب بعد سلسلة من التقيؤات لتخفيف الحمض في المريء).
- غثيان مع تقيؤ.
- فقدان الشهية للطعام وبالتالي فقدان الوزن.
- قيء الدم: وهو يحدث نتيجة نزيف في القرحة المعدية أو نتيجة تضرر أو تدمير خلايا المريء بسبب عمليات التقيؤ المستمرة.
- براز أسود (شديد السواد ذو رائحه كريهة نتيجة أكسدة الحديد من الهيموجلوبين).
- نادرا ما تؤدي القرحة إلى ثقب في المعدة أو الإثني عشر وهذا يسبب ألم شديد ويتطلب جراحة عاجلة.
- وجود تاريخ لألم في رأس المعدة أو مرض الارتجاع المريئي (gastroesophgaeal reflux disease)

واستخدام أدوية معينة قد يؤدي إلى ارتفاع نسبة الإصابة بقرحة هضمية، هذه الأدوية تتضمن مضادات الالتهاب غير الستيرويديه، التي تعمل عن طريق منع انزيم السايكلوأوكسيجينيز cyclooxygenase، وكذلك معظم السكريات.
- المرضى فوق سن ال45 وفي فترة أكثر من أسبوعين من ظهور الأعراض السابق ذكرها، تكون احتمالات القرحة الهضمية لديهم عالية وكافية لخضوعهم للفحص السريع والمؤكد عن طريق استخدام المنظار المعدي المريئي.
- الأعراض المرتبطة بوقت تناول الطعام قد تكون مختلفة بين القرحة المعدية وقرحة الاثنى عشر، القرحة المعدية قد تسبب ألم في فم المعدة خلال تناول الوجبة بسبب إفراز حمض المعدة أو بعد الوجبة بسبب قاعدية الاثنى عشر التي تصعد إلى المعدة.

أما أعراض قرحة الاثنى عشر، فتظهر قبل تناول الوجبة عندما يعبر الحمض المنبه للجوع الأثني عشر.
على أية حال، هذه الأعراض ليست علامات واقعية أو حقيقية خلال الفحص السريري.

## المضاعفات
- من أهمها حدوث نزيف في المعدة والأمعاء؛ علما بأن النزيف الكثيف المفاجئ قد يسبب خطرًا على حياة الشخص كونه يحدث نتيجة تضرر أحد الأوعية الدموية بسبب القرحة.
- الثقب الذي تسببه القرحة كثيرا ما يؤدي إلى نتائج مأساوية، فالتآكل الذي تسببه القرحة لجدار المعدة والأمعاء يؤدي إلى تدفق محتويات كل من المعدة والأمعاء إلى التجويف البطني abdominal cavity. إذا كان الثقب في السطح الأمامي للمعدة فإنه يؤدي إلى التهاب الصفاق الحاد peritonitis ،وأول ما سوف يشعر به المريض هو ألم قوي ومفاجئ في البطن.أما إذا كان الثقب في سطح المعدة الخلفي فإنه يؤدي إلى التهاب البنكرياس pancreatitis ،ويشع الألم في هذه الحالة إلى الظهر غالبا.
- قد تمتد القرحة إلى الأعضاء المجاورة كالكبد والبنكرياس.
- الانتفاخ والندبات التي تسببها القرحة تؤدي إلى ضيق أول جزء في الأمعاء الدقيقة(الاثنى عشر) وانسداد في مخرج المعدة وغالبا ما يصاحب ذلك تقيؤ شديد.

## الفيزيولوجيا المرضية
المسبب الرئيسي في حدوث القرحة (%90 من حالات قرحة الاثنى عشر و%60 من قرحة المعدة) هو الالتهاب المزمن الناتج عن الملوية البوابية التي تستعمر الغشاء المخاطي. وبالرغم من تولد الأجسام المناعية ضد البكتريا فإن الجهاز المناعي لا يستطيع طردها من الجسم.لذا فقد تسبب البكتريا التهاب معدي مزمن (التهاب معدي النوع B) مما ينتج عنه خلل في إنتاج هرمون الغاسترين من المكان المصاب بالالتهاب في المعدة يظهر كزيادة في إفرازه. بالمقابل، يقوم هرمون المعدة - الغاسترين بتحفيز إنتاج الحمض المعدي بواسطة الخلايا الجدارية، فيتآكل الغشاء المخاطي بفعل الحمض مما ينتج عنه تكون القرحة.
أحد الأسباب المهمة الأخرى هو استخدام مضادات الالتهاب غير الستيروئيدية. يقوم الغشاء المخاطي المعدي بحماية نفسه من تأثير حمض المعدة عن طريق إفراز طبقة من المخاط والتي تقوم بروستاغلاندينات معينة Prostaglandins باستحثاث إفرازه. تقوم مضادات الالتهاب غير الستيروئيدية NSAIDs بتثبيط عمل أنزيم الأكسجة الحلقية 1(سيكلو أكسجيناز) Cyclooxygenase 1 (cox-1)، والذي يقوم بدور مهم في عمل هذه البروستاغلاندينات. يقوم نوع جديد من مضادات الالتهاب غير الستيروئيدية (celecoxib، rofecoxib) بتثبيط النوع 2 فقط من الإنزيم (cox-2) ذي الأهمية الأقل في عمل الغشاء المخاطي المعدي وتنخفض نسبة حدوث القرحة المعدية المصاحبة لاستخدام مضادات الالتهاب غير الستيروئيدية إلى النصف مع استخدامه.
تؤدي هرمونات الغلوكوكورتيكويد Glucocorticoids إلى ضمور الأنسجة الطلائية Epithelial Tissues. ودورهم في عملية تكون القرحة المعدية صغير إلى حد ما.
هناك جدال حول دور التوتر النفسي في نشوء القرحة. لكن المؤكد أن الحروق وإصابات الرأس تؤدي إلى نشوئها (قرحة الشدة stress ulcer)، وقد تم تسجيلها لدى حالات على جهاز التنفس الاصطناعي.
يؤدي التدخين إلى تصلب الشرايين وتشنج الأوعية الدموية مما يؤدي إلى نقص في التروية الدموية ينتج عنه قرحة نتيجة قصور دموي ischemia.
كما يعرف عن الإفراط في استخدام المسهلات أنه يؤدي إلى نشوء القرحة الهضمية.
يلعب التاريخ العائلي دورا في ظهور قرحة العفج، خصوصا إذا ترافق مع فصيلة الدم O. بينما لا تلعب الوراثة عاملا مهما في قرحة المعدة.
يسبب ورم الغاسترينوما Gastrinomas أو متلازمة زولنجر إلسون (Zollinger Ellison syndrome)، وهو ورم نادر يسبب إفرازه لهرمون الغاسترين، ظهور القرحة بأعداد كبيرة وبصورة يصعب علاجها.

## الضغط النفسي والقرحة
بالرغم من أن الاكتشاف الذي يقرر أن 80% من حالات الإصابة بالقرحة سببها الإصابة بالبكتيريا، فإن هذه العدوى البكتيرية لا توضح كل أنواع القرحة، كما أن الأبحاث مستمرة النظر إلى الإجهاد أو الضغط النفسي كسبب ممكن. حيث قام الباحثون بالتحقيق في الطريقة التي يمكن بها للضغط النفسي أن يزيد من الإصابة ببكتيريا Helicobacter pylori (هذه البكتيريا هي سبب الإصابة بالقرحة). فعلى سبيل المثال فإن البكتيريا Helicobacter pylori تعيش في بيئية حمضية [بحاجة لمصدر طبي]، وكما هو مثبت بأن الضغط النفسي يزيد من إنتاج حامض المعدة.ولذلك فإن معرفة سبب القرحة الهضمية سوف يقدم مساهمة مهمّة للمثال النفسي الحيوي للأمراض (biopsychosocial model of disease)
- كما أوضحت دراسة على مرضى القرحة في مستشفى thai بأن الإجهاد والضغط المزمن لهُ علاقة وثيقة بخطر الإصابة بالقرحة الهضمية؛ كما أوضحت أنه إذا صاحب هذا الإجهاد عدم انتظام في أوقات وجبات الطعام فإن ذلك يعتبر عامل خطر مهم للإصابة بهذه القرحة الهضمية. (ببمد: 12948263)

## التشخيص التفريقي للقرحة
- قرحة هضمية
- التهاب معدي
- سرطان المعدة
- مرض الارتجاع المريئي
- التهاب البنكرياس
- التهاب المرارة
- مَغْصٌ مَرارِيّ
- أَلَمٌ رَجِيْع (مثل التهاب التامور، ذات الجنب واحتشاء عضلة القلب)

## التشخيص
يتم التأكد من وجود القرحة الهضمية فعلا في الأشخاص المتوقع إصابتهم بها عن طريق استخدام المنظار المريئي المعدي الاثنى عشري (EGD)، أحد أنواع المناظير(المجاويف) الذي يعرف أيضا بالمنظار المعدي، من خلاله يتم تحديد موقع القرحة ودرجة خطورتها، كما أنه يرشد إلى التشخيص البديل في حال عدم وجودها.
ويتم تشخيص الإصابة بالملوية البوابية بالطرق التالية:
- فحص الزفير باليوريا، ولا يتطلب استخدام المنظار.
- عملية الزرع المباشرة للبكتيريا الموجودة بالعينة المستخرجة باستخدام المنظار.
- الاكتشاف المباشر لنشاط إنزيم اليورييز (Urease) في العينة المستخرجة.
- قياس مستوى الأجسام المضادة (الأضداد) في الدم (لا يتطلب استخدام المنظار). ما يزال وصف العلاج المبيد للبكتيريا اعتمادا على النتيجة الإيجابية لوجود الأجسام المضادة في الدم فقط دون استخدام المنظار موضع جدل.

يجب ألا تغفل احتمالية وجود أحد المسببات الأخرى للقرحة، كالسرطانات الخبيثة (السرطان المعدِي)، وتحديدا في حالات تقرح الانحناء الأكبر للمعدة. كما أن السرطان نفسه غالبا يكون نتيجة تابعة للإصابة المزمنة بالملوية البوابية.
إذا ثُقبت القرحة الهضمية، فإن الهواء يتسرب من داخل الجهاز الهضمي - الذي يحتوي على كمية من الهواء دائما- إلى التجويف الصفاقي الذي لا يحتوي على الهواء عادة مما يؤدي إلى وجود غازات حرة في التجويف. فإذا ما وقف المريض منتصبا - كما في وضعية تصوير الصدر بالأشعة السينية- فإن الغاز يصعد إلى الأعلى ويشغل موقعا تحت الحجاب الحاجز. تبعا لذلك، فإن رؤية الغازات في التجويف الصفاقي في صور الأشعة السينية المأخوذة للصدر لشخص منتصب أو المأخوذة للبطن في حال الاستلقاء على الجنب دليل على وجود قرحة هضمية مثقوبة.

### المظهر كما يرى بالعين المجردة
ينحصر وجود القرحة المعدية غالبا على الانحناء الأصغر فيها وترى كعيب «ثقب» دائري أو بيضاوي الشكل يتراوح قطره من 2 إلى 4 سنتيمترات في جدار المعدة متميز بقاعدة مصقولة وملساء وحواف قائمة الانحدار، لكن هذه الحواف لا تكون مرتفعة أو غير متناسقة كما تكون حواف الثقوب في سرطانات المعدة المتقرحة. يظهر على الغشاء المخاطي المحيط أيضا طيات شعاعية بسبب الندوب الموجودة في جدار المعدة.

### المظهر كما يرى تحت المجهر
القرحة المعدية خلل في الطبقة المخاطية من أنسجة المعدة يخترق النسيج العضلي في الطبقة المخاطية كما يخترق الطبقة العضلية الأصلية ينتج بسبب هجوم إنزيم الببسين الحمضي acid-pepsin على الأنسجة. تظهر حواف القرحة قائمة الانحدار يتجلى فيها مظهر التهاب المعدة المزمن.
في المرحلة النشطة للإصابة بالقرحة تبدي قاعدتها أربعة أطواق كما يلي : طوق مكون من المادة المفرزة الالتهابية، ثم طوق من التنكرز الشبيه بالتليف، ثم النسيج المتحبب، ثم نسيج ليفي. وقد يظهر ضمن النسيج الليفي أوعية دموية سميكة الجدار أو تحتوي على تخثرات دموية.

## العلاج
يعالج المرضى الأصغر سنا ممن يعانون من أعراض مشابهة لأعراض القرحة غالبا بمضادات الحموضة antacids أو مضادات إفراز الهستامين 2 H2 antagonists قبل استخدام المنظار المريئي المعدي الاثنى عشري EGD. تقوم مركبات بزموت المتنوعة Bismuth compounds بتقليل العضيات أو حتى القضاء عليها نهائيا.
قد يُصرف للمرضى المعالَجين بمضادات الالتهاب غير الستيروئيدية أدوية بروستاغلاندين انالوغ prostaglandin analogue (Misoprostol) لكي تمنع حدوث القرحة والتي تعتبر من العوارض الجانبية لاستخدام مضادات الالتهاب غير الستيروئيدية.
إذا وجدت عدوى بالملوية البوابية فان العلاج الأمثل هو أخذ نوعين من المضادات الحيوية (مثلا: Erythromycin، Ampicillin، Amoxicillin، Tetracycline، Metronidazole) ومثبّط لمضخّات البروتونات المعويّة 1 proton pump inhibitor (PPI). التركيبة الأكثر كفاءة هي باستخدام Amoxicillin + Metronidazole + Pantoprazole. يتم استخدام جرعة عالية ولمدة طويلة من مثبّط لمضخّات البروتونات في حالة عدم وجود البكتريا.
تؤدي المعالجة المضادة للعدوى بالملوية البوابية عادة إلى شفاء القرحة وانصراف الأعراض. في حال معاودة العدوى، يمكن معاودة العلاج بأنواع أخرى من المضادات الحيوية، مثبطات مضخات البروتونات، التدخل الجراحي (قطع العصب المبهم) في الحالات الغير مصحوبة بمضاعفات.
في حال حدوث ثقب في الجدار المعدي، يتوجب التدخل الجراحي الفوري لإيقاف النزيف عن طريق الكي أو الحقن.

## القرحة وبائياً
نسبة تفشي الملوية البوابية في البلاد الغربية تطابق الفئة العمرية المُتفَشى فيها (بمعنى 20% في عمر العشرين و 30% في عمر الثلاثين، 80% في عمر الثمانين وهكذا). أعلى نسبة تفش موجودة في دول العالم الثالث. انتقالها يتم عن طريق الطعام الملوث، المياه الجوفية الملوثة، وعن طريق لعاب الإنسان (كالتقبيل أو مشاركة أدوات الطعام). لكن وفقاَ ً لعيادة مايو Mayo Clinic فانه لا يوجد دليل على انتقال البكتريا عن طريق التقبيل.
يؤدي عدد ضئيل من الحالات المصابة بعدوى بالملوية البوابية إلى تكون قرحة وعدد كبير من الحالات سيصاب بألم، عدم ارتياح أو التهاب في المعدة.

## القرحة تاريخياً
في العام 1997، قامت مراكز مكافحة الأمراض واتقائها بالتعاون مع منظمات حكومية ومنشآت أكاديمية وصناعية بإطلاق حملة تثقيفية وطنية لتوعية العاملين في القطاع الصحي والمستهلكين بالعلاقة بين الملوية البوابية والقرحة الهضمية. عززت هذه الحملة من المعلومات المنتشرة عن القرحة كونها عدوى قابلة للعلاج وأن صحة المريض قبالة للتحسن بشكل كبير والحد من صرف الأموال على علاج القرحة عن طريق نشر معلومات حول العدوى بالملوية البوابية.
UWA in Perth، Western Australia.
John Lykoudis وهو طبيب عام من اليونان، كان يعالج مرضاه من قرحة المعدة باستخدام المضادات الحيوية زمنا قبل أن يُعرف أن البكتريا هي المسبب الرئيسي لها.